# 五十嵐なつ
五十嵐 なつ（いがらし なつ、1998年7月8日 - ）は、日本の元AV女優。エイトマン所属だった。

## 略歴
2021年12月にFALENO専属女優としてAVデビュー。
AVデビューまで5年かかったことをデビュー作で話していた。
2022年4月26日発売の光文社『FLASH』では時田亜美・五十嵐なつ・望実れい・逢月ひまり・いちか先生のFALENO新人5人でグラビアを担当。

## 人物
京都府出身。
趣味・特技はヨガ、猫グッズ集め、柔軟。
初体験は15歳の時。

## 作品

### アダルトビデオ

#### FALENO専属
FALENOは『配信特化型AVメーカー』を掲げているため、配信日を併記しています。
- 新人 撮影まで5年 ついに決意のAVデビュー 五十嵐なつ（12月23日配信開始、2022年1月27日DVD発売）

- 艶やかなエロス 絡み合う濃厚ベロチュウ3本番 五十嵐なつ（1月28日配信開始、2月23日DVD発売）
- イイ女の体液にまみれる性交汗・涎・愛液・潮が溢れ出し絡み合い痙攣絶頂 五十嵐なつ（2月25日配信開始、3月24日DVD発売）
- 五十嵐なつを独占っ! キスして恥じらい見つめ合い、甘々に絡み合うイチャハメ同棲生活!（3月25日配信開始、4月21日DVD発売）
- 性接待NTR 気持ち悪い取引先のオジサンの元へ接待に行った彼女が誕生日なのに帰ってきません… 五十嵐なつ（4月22日配信開始、5月26日DVD発売）
- 極上ポルチオーガズムエステ止めどないポルチオプレス愛撫で止まらない潮吹きとのけ反り 五十嵐なつ（5月27日配信開始、6月23日DVD発売）
- 『絶対に私でしか射精（だ）せないようにしてあげる……』 身も心もトロけるほどに舐めイカせてくれる 五十嵐なつ（6月25日配信開始、7月21日DVD発売）[5]
- 「私、結婚するんだ…」 向かい部屋の幼なじみは結婚直前婚約者に内緒で寝取り交わり堕ちる泥濘SEX 五十嵐なつ（7月29日配信開始、8月25日DVD発売）
- 残業中に大嫌いな上司から週5で粘着おっぱいハラスメントをされ続けて即イキ敏感体質に改善された女子社員 五十嵐なつ（8月26日配信開始、9月22日DVD発売）
- お姉ちゃんの無防備な誘惑に負けて即ハメしたら豹変! 誘惑パンチラ全力アピールで勃起させられまくったボク。 五十嵐なつ（9月23日配信開始、10月20日DVD発売）
- バイト先 逆NTR 彼女のもの凄い腰使い跨られて毎日搾り尽くされた…。 五十嵐なつ（10月22日配信開始、11月23日DVD発売）
- 「課長、今夜は帰りたくないです…」 雨宿りNTR 突然の豪雨でずぶ濡れW不倫 五十嵐なつ（11月26日配信開始、12月22日DVD発売）
- 女教師キメセク輪姦 DQNな生徒達の媚薬漬けレ×プで痙攣汗だくアクメ堕ち 五十嵐なつ（12月24日配信開始、2023年1月26日DVD発売）

- こんな女に朝まで抱かれ続けたい… 五十嵐なつ（1月28日配信開始、2月23日DVD発売）
- 大好きな弟が彼女とエッチ出来ないように即尺24時間 鬼フェラチオで毎日10発射精させるブラコンお姉ちゃん 五十嵐なつ（2月25日配信開始、3月23日DVD発売）
- 生意気な女上司に睨まれながら犯す! イッてもヤメない逆ギレ○プ 五十嵐なつ（3月25日配信開始、4月20日DVD発売）
- 唾液を絡ませ自ら腰を振ってセックスに溺れる濃密温泉旅行。 五十嵐なつ（4月22日配信開始、5月25日DVD発売）
- SEXのハードルが異常に低い彼女 彼氏がいても挿入OKで誰のチ●ポでもイッちゃう早漏イクイク性交。 五十嵐なつ（5月21日配信開始、6月8日DVD発売）
- 体液で交感する絶え間ない官能セックス 中出し解禁SPECIAL!! 五十嵐なつ（8月21日配信開始、9月7日DVD発売）
- 大学進学を勧めてくれた尊敬する恩師とデリヘルで再会 言いなり性交に絶頂するしかない私。 五十嵐なつ（9月17日配信開始、10月26日DVD発売）
- ゲリラ豪雨を避けホテルで雨宿り。人妻と童貞が2人きりで何も起こらないはずが無く… 五十嵐なつ（10月21日配信開始、11月23日DVD発売）
- 幸せな新婚の部下を罠にハメるゲスNTR 嫉妬にまみれたモラハラ社長といいなり美人秘書 五十嵐なつ（11月24日配信開始、12月21日DVD発売）
- ゴミ部屋に住む隣のキモ中年に悪臭チ○ポで寝取られアクメ交尾され続けた私。五十嵐なつ（12月23日配信開始、2024年1月25日DVD発売）

- 五十嵐なつ FALENO専属初ベスト16時間 ～決意のAVデビューから1年間12タイトルの軌跡～（1月8日配信開始、2月8日DVD発売）※単体ベスト
- 絶対に破けるコンドームで鬼畜上司に罠ハメされ覚えてしまった中出しの快感 五十嵐なつ（1月8日配信開始、2月22日DVD発売）

### 写真集
- DOCUMENT 8woman エイトマン女優8人の七日間の軌跡（2022年9月24日、徳間書店、撮影：塩原洋）ISBN 978-4-19-865523-5 ※芸能事務所・エイトマン所属女優による企画ユニット「8woman」のグラビア撮影ドキュメンタリー写真集[6]。

### デジタル写真集
- 五十嵐なつ 月白風清 週刊ポストデジタル写真集（2021年11月19日、小学館、撮影：西田幸樹）[7]
- 五十嵐なつ 曼珠沙華 週刊ポストデジタル写真集（2021年11月19日、小学館、撮影：西田幸樹）[8]
- つばさ舞 × 五十嵐なつ 愛とエロスと 週刊ポストデジタル写真集（2022年4月28日、小学館、撮影：西田幸樹）[9]
- 8woman Next Stage 美裸神∞契 週刊ポストデジタル写真集（2022年8月8日、小学館、撮影：西田幸樹）※「8woman」名義[10]
- 8woman Next Stage 吉高寧々 × 五十嵐なつ martini 週刊ポストデジタル写真集（2022年8月19日、小学館、撮影：西田幸樹）※「8woman」名義。メンバーの吉高寧々とのペア写真集[11]。
- 8woman Next Stage TREASURES 週刊ポストデジタル写真集（2022年12月16日、小学館、撮影：西田幸樹）※「8woman」名義。2022年版「8woman」の未公開カットを収録[12]。

## その他製品

### カレンダー
- エイトウーマン 2023年カレンダー（2022年11月26日、SUNCARAT）※企画ユニット「8woman」名義の商品。

### アダルトグッズ
オナホール
- こんなすました新任女教師を犯ってみたい! 五十嵐なつ（2023年4月20日、日暮里ギフト）

ローション
- こんなすました新任女教師の愛液ローション 五十嵐なつ（2023年4月20日、日暮里ギフト）